# バーリ大学
バーリ大学（バーリだいがく、イタリア語: Università degli Studi di Bari）はイタリア共和国南部プッリャ州の州都バーリにある大学である。1925年に設立され12学部を擁する。

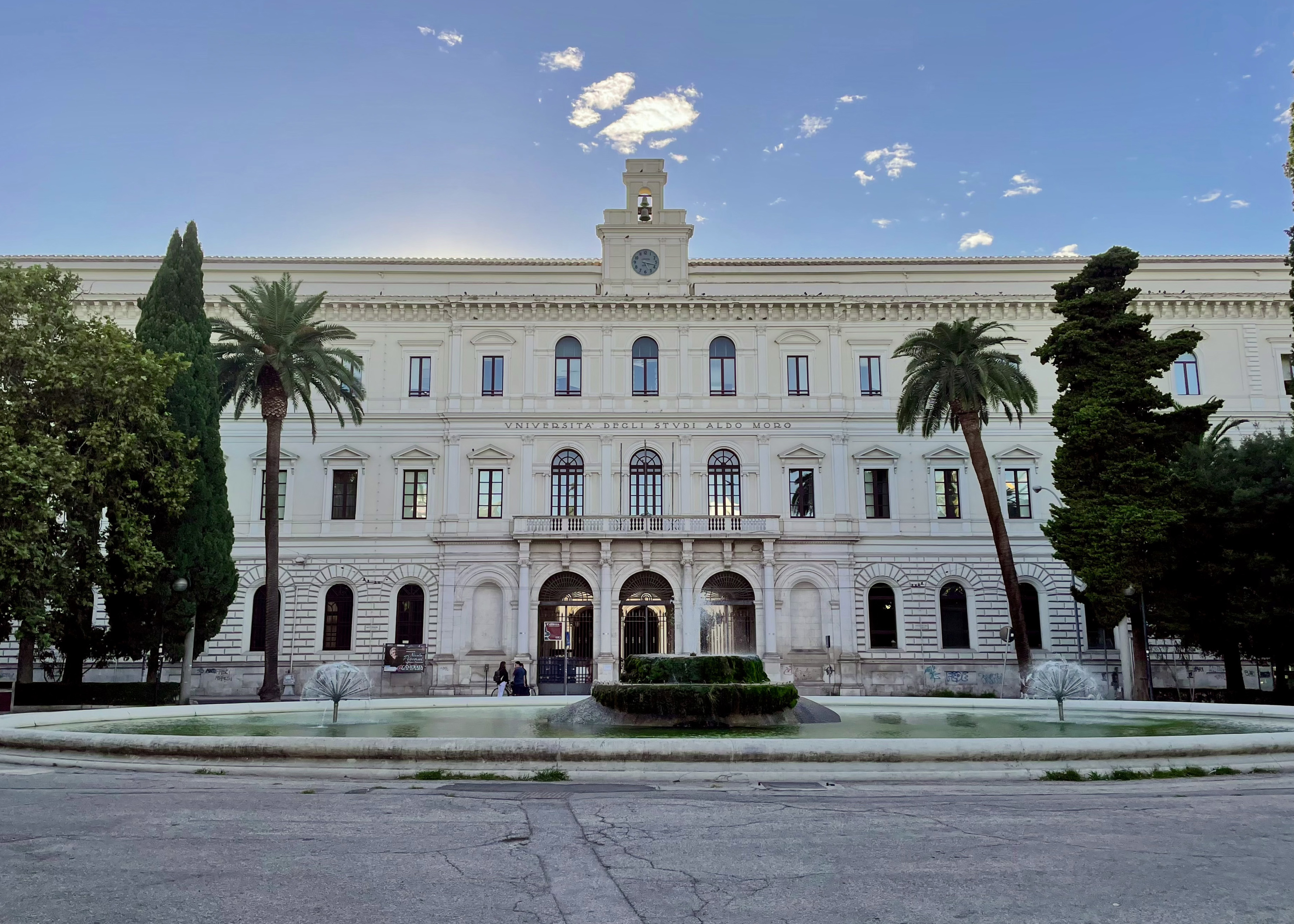

## 組織
全部で12学部ある。
- 農業科学部
- 芸術と哲学部
- バイオテクノロジー学部
- 経済学部
- 教育科学部
- 外国語と文学部
- 法学部
- 数学、物理、自然科学部
- 医学と外科学部
- 薬学部
- 政治学部
- 獣医学部

## 関連
- イタリアの大学一覧
- バーリ